# Parc national de la Tcheremoch
Le parc national de la Tcheremoch (en ukrainien : Черемоський національний природний парк) est un parc national d'Ukraine situé à l'ouest de l'oblast de Tchernivtsi. Il a été fondé le 1er décembre 2009 afin de protéger la région des Carpates. Le parc national a une superficie de 71,1 km2 qui s'étend sur une zone répartie dans le raïon de Vyjnytsia. Il met en évidence la géologie très variée des Carpates du nord-est, ainsi que les profondes forêts d’épicéas de la région.

## Histoire

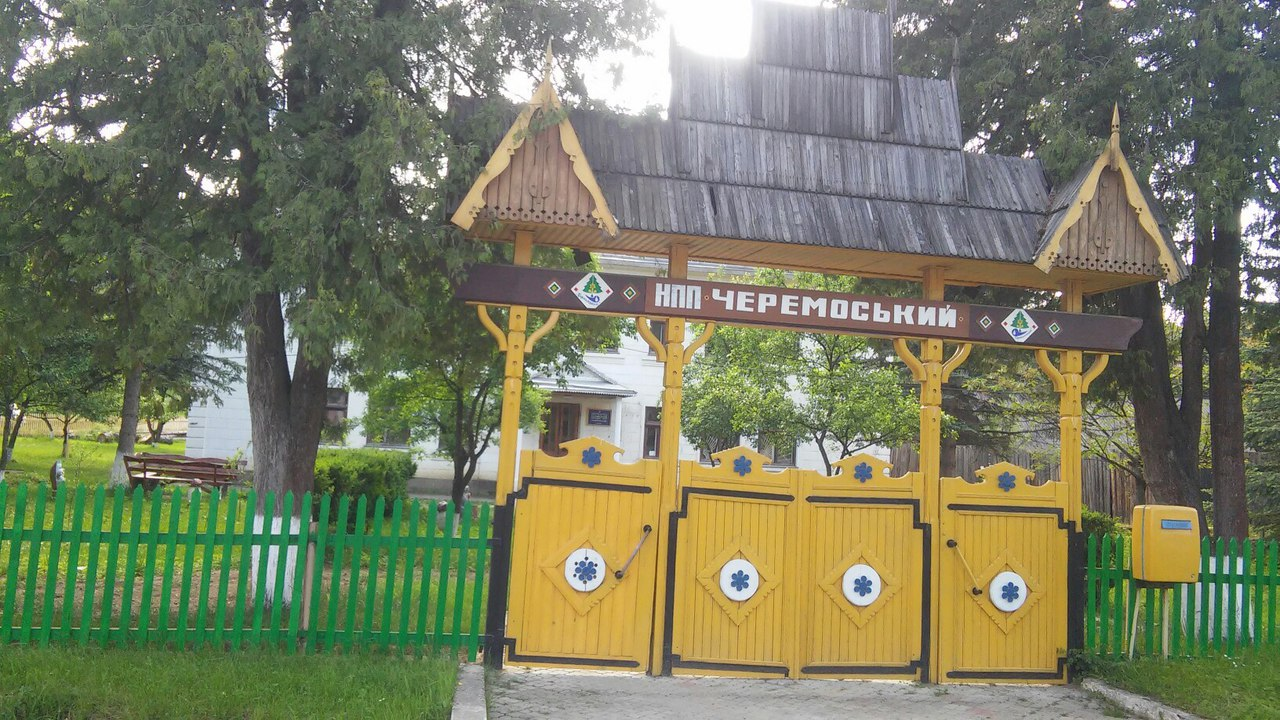
Entrée du parc.

## Géographie
La géographie du parc est principalement marquée par des forêts sur un terrain s'étalant entre 947 mètres et 1574 mètres d'altitude. La végétation dominante est la forêt d’épicéas, qui couvre 80 % du parc. Entrecoupés de prairies de montagne, de lacs et de rivières, avec un peuplement occasionnel de forêts anciennes contenant des sapins, des pins et des feuillus à des altitudes plus basses. Le parc est particulièrement connu pour sa grande variété de fleurs sauvages de montagne.

## Tourisme
Le parc propose des sentiers de randonnée et des sentiers de VTT. Les gardes forestiers proposent une éducation écologique et des visites aux écoliers locaux et aux visiteurs intéressés.

## Galerie

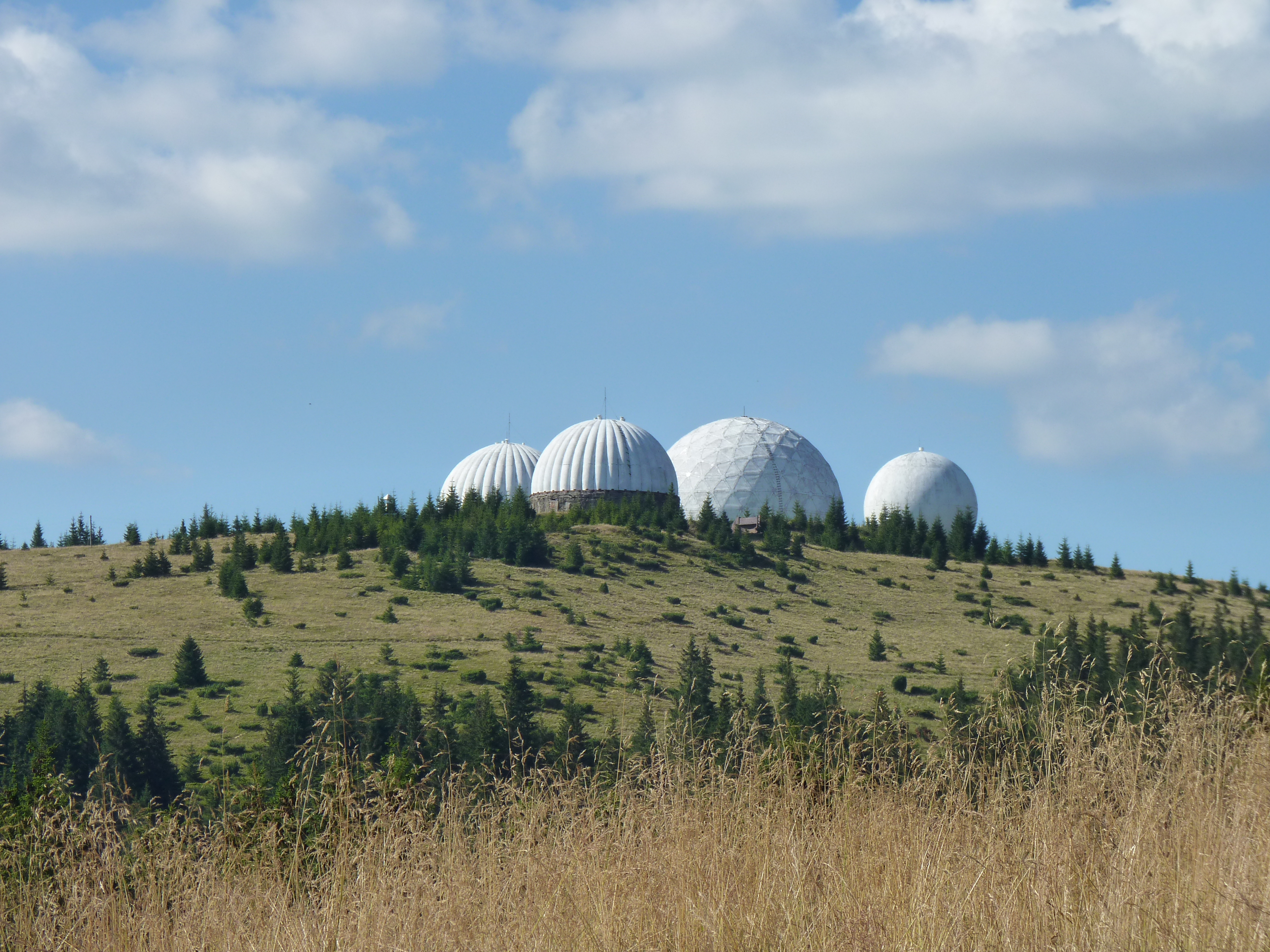
Mont Tomnatik.
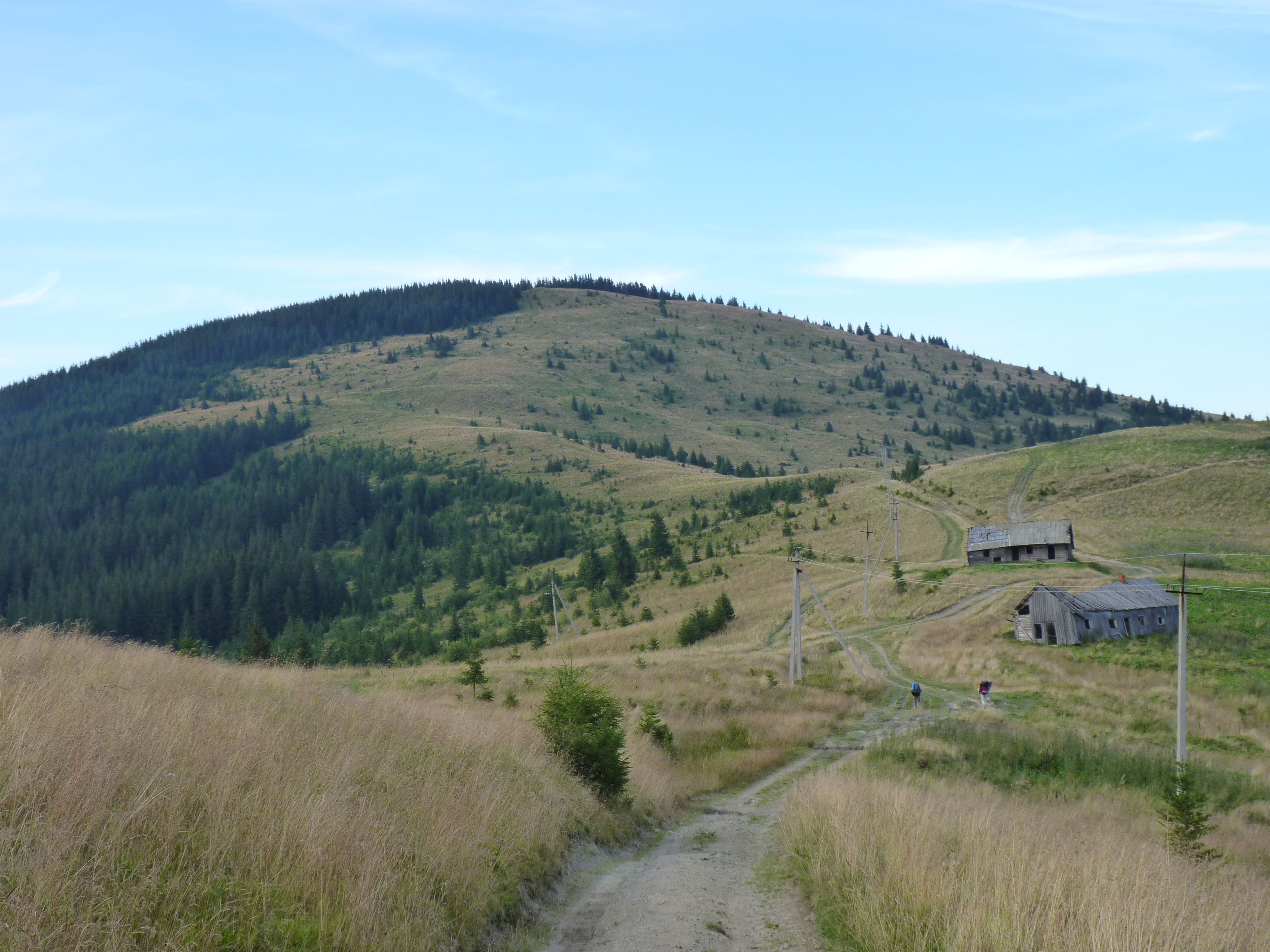
Mont Yarovitsia.
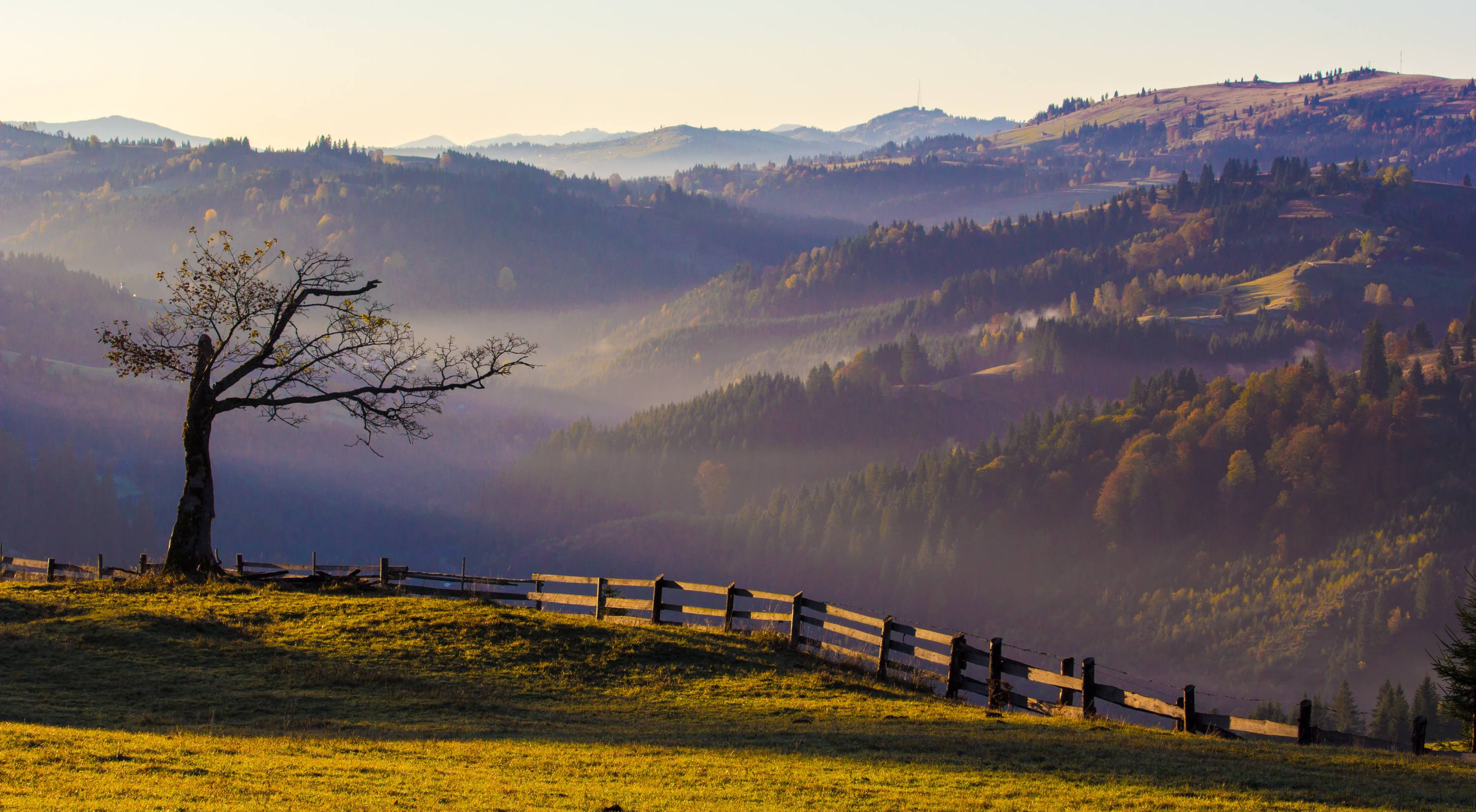
Forêt remplie de brouillard.
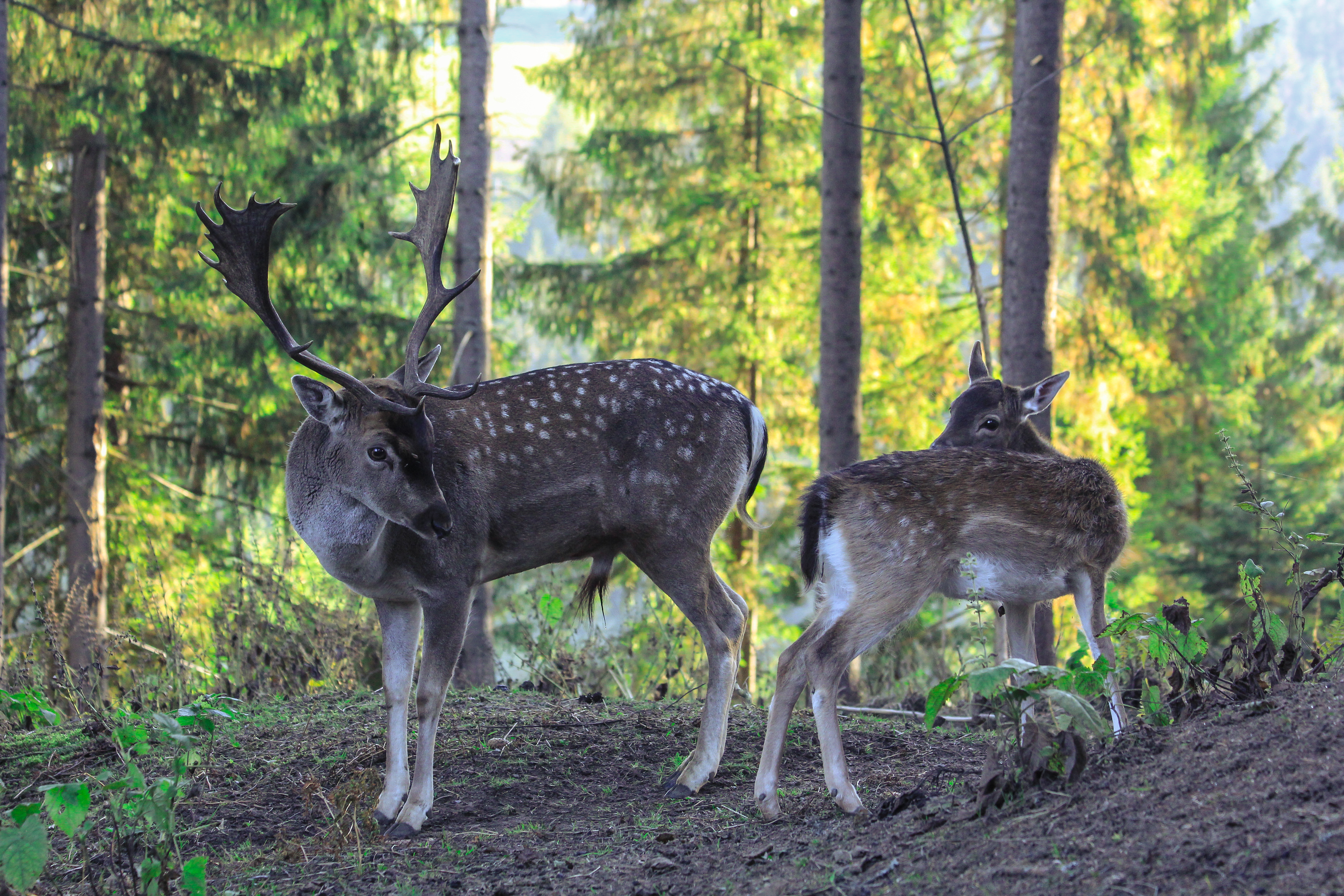
Faune.
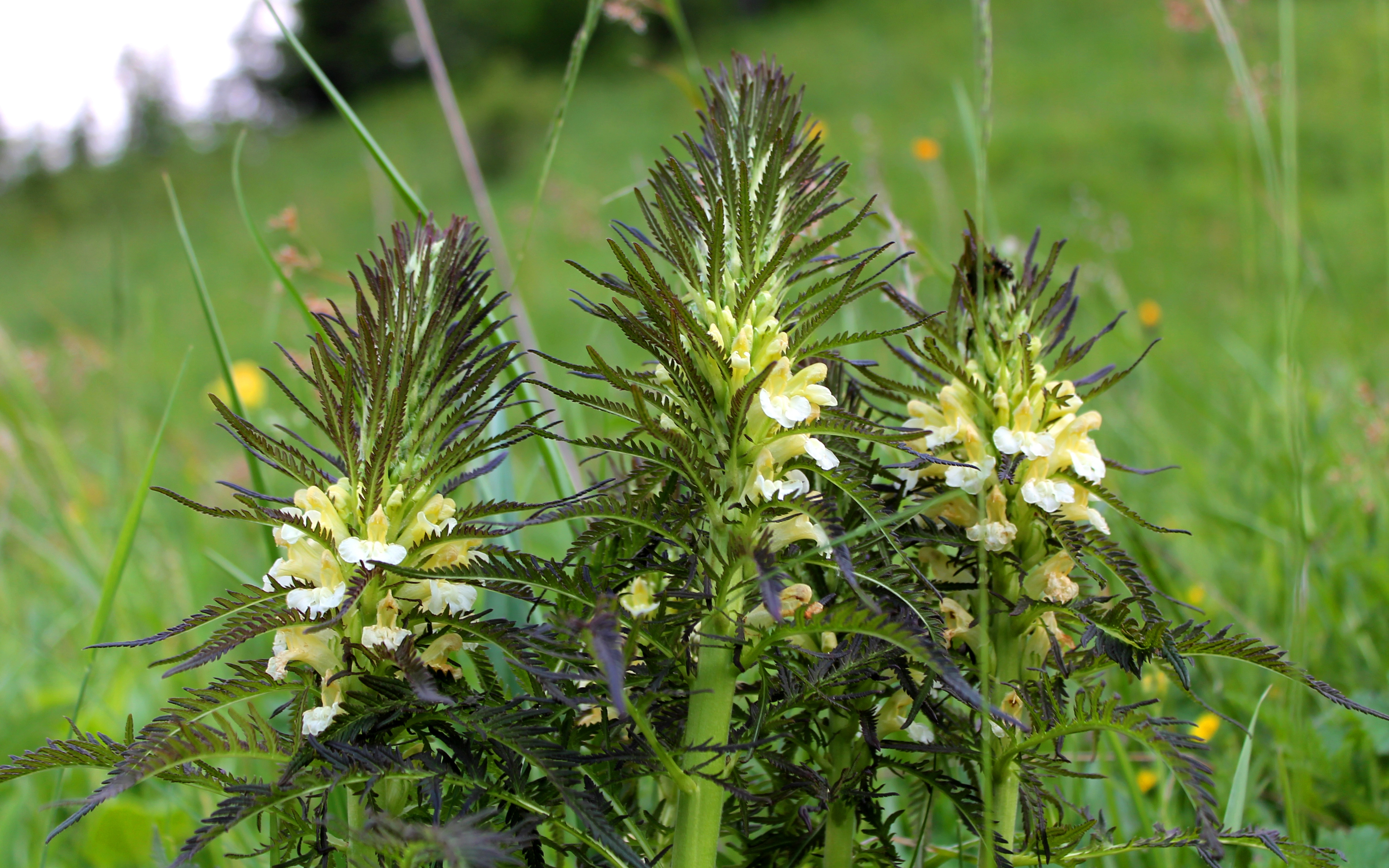
Flore.